# 田中貴裕
田中 貴裕（たなか たかひろ、1979年9月17日 - ）は、日本の俳優。身長180cm。オリオンズベルト所属。

## 出演

### テレビドラマ
- 結婚相手は抽選で（2018年、フジテレビ） - 事務局員 役
- 群青領域 第6話（2021年11月26日、NHK）
- ムチャブリ! わたしが社長になるなんて 第5話（2022年2月9日、日本テレビ）
- 正直不動産 第6話（2022年5月10日、NHK）
- 王様に捧ぐ薬指 第1話（2023年4月18日、TBS） - 佐藤 役
- アンメット ある脳外科医の日記 第4話（2024年5月6日、関西テレビ・フジテレビ） - 結城医師 役[1]
- ダブルチート 偽りの警官 Season1 第7話（2024年6月7日、テレビ東京・WOWOW）[2]
- Qrosの女 スクープという名の狂気 第6話・第8話 - 最終話（2024年11月11日・25日 - 12月9日、テレビ東京） - 芸能記者 役[3]
- 恋愛禁止 第3話（2025年7月17日、読売テレビ・日本テレビ） - 警察職員 役[4]